# June Lockhart
June Lockhart (New York, 25 giugno 1925) è un'attrice statunitense.
È ricordata soprattutto per il ruolo della madre nella serie televisiva Lassie (1958-1964) e per la partecipazione alla serie Lost in Space (1965-1968). Figlia d'arte, suoi genitori erano gli attori Gene Lockhart e Kathleen Lockhart.
È la madre dell'attrice Anne Lockhart.

## Filmografia parziale

### Cinema
- Paradiso proibito (All This, and Heaven Too), regia di Anatole Litvak (1940)
- La famiglia Stoddard (Adam Had Four Sons), regia di Gregory Ratoff (1941)
- Il sergente York (Sergeant York), regia di Howard Hawks (1941)
- Miss Annie Rooney, regia di Edwin L. Marin (1942)
- Per sempre e un giorno ancora (Forever and a Day), regia di Edmund Goulding, Cedric Hardwicke (1943)
- Le bianche scogliere di Dover (The White Cliffs of Dover), regia di Clarence Brown (1944)
- Incontriamoci a Saint Louis (Meet Me in St. Louis), regia di Vincente Minnelli (1944)
- Dinamite bionda (Keep Your Powder Dry), regia di Edward Buzzell (1945)
- Il figlio di Lassie (Son of Lassie), regia di S. Sylvan Simon (1945)
- La donna lupo di Londra (She-Wolf of London), regia di Jean Yarbrough (1946)
- Sposarsi è facile ma... (Easy to Wed), regia di Edward Buzzell e, non accreditato, Buster Keaton (1946)
- Il cucciolo (The Yearling), regia di Clarence Brown (1946)
- It's a Joke, Son!, regia di Benjamin Stoloff (1947)
- Bury Me Dead, regia di Bernard Vorhaus (1947)
- T-Men contro i fuorilegge (T-Men), regia di Anthony Mann (1947)
- Il fronte del silenzio (Time Limit), regia di Karl Malden (1957)
- Lassie's Great Adventure, regia di William Beaudine (1963)
- Lassie: A Christmas Tail, regia di Hollingsworth Morse (1963)
- Butterfly - Il sapore del peccato (Butterfly), regia di Matt Cimber (1982)
- Strange Invaders, regia di Michael Laughlin (1983)
- Troll, regia di John Carl Buechler (1986)
- Rented Lips, regia di Robert Downey Sr. (1988)
- Il grande regista (The Big Picture), regia di Christopher Guest (1989)
- C.H.U.D. II: Bud the C.H.U.D, regia di David Irving (1989)
- Il tuo nemico nel mio letto (Sleep with Me), regia di Rory Kelly (1994)
- Lost in Space - Perduti nello spazio (Lost in Space), regia di Stephen Hopkins (1998)
- Super Capers, regia di Ray Griggs (2009)

### Televisione
- Robert Montgomery Presents – serie TV, 9 episodi (1951-1957)
- Lights Out – serie TV, episodio 4x49 (1952)
- The Alcoa Hour – serie TV, episodio 2x04 (1956)
- Scienza e fantasia (Science Fiction Theatre) – serie TV, episodio 2x23 (1956)
- Climax! – serie TV, episodi 3x13-4x01 (1957)
- The Kaiser Aluminum Hour – serie TV, episodio 1x18 (1957)
- Have Gun - Will Travel – serie TV, 2 episodi (1957-1958)
- Cimarron City – serie TV, episodio 1x05 (1958)
- Le grandi fiabe (Shirley Temple's Storybook) - serie TV, episodio 1x01 (1958)
- Gunsmoke – serie TV, episodio 3x25 (1958)
- Lassie – serie TV, 207 episodi (1958-1964)
- Gli uomini della prateria (Rawhide) – serie TV, episodio 1x07 (1959)
- General Electric Theater – serie TV, episodio 8x04 (1959)
- The Best of the Post – serie TV, episodio 1x04 (1960)
- Mr. Novak – serie TV, episodio 2x30 (1965)
- Branded – serie TV, episodio 1x02 (1965)
- L'ora di Hitchcock (The Alfred Hitchcock Hour) – serie TV, episodio 3x27 (1965)
- Lost in Space – serie TV, 84 episodi (1965-1968)
- Tre nipoti e un maggiordomo (Family Affair) – serie TV, episodio 3x05 (1968)
- Petticoat Junction – serie TV, 45 episodi (1968-1970)
- Chi è Black Dahlia? (Who Is Black Dahlia?), regia di Joseph Pevney – film TV (1975)
- Ellery Queen – serie TV, episodio 1x10 (1975)
- Happy Days – serie TV, episodio 3x20 (1976)
- General Hospital – serie TV, 25 episodi (1984-1998)
- La signora in giallo (Murder, She Wrote) – serie TV, episodio 2x04 (1985)
- Storie incredibili (Amazing Stories) – serie TV, episodio 2x10 (1986)
- Prigionieri di un incubo (The Colony), regia di Rob Hedden – film TV (1995)
- Grey's Anatomy – serie TV, episodio 2x15 (2006)
- Cold Case - Delitti irrisolti (Cold Case) – serie TV, episodio 3x19 (2006)

## Doppiatrici italiane
- Miranda Bonansea in Le bianche scogliere di Dover, Un fidanzato per mamma e papà
- Mirella Pace in Ellery Queen, La signora in giallo
- Micaela Giustiniani in La famiglia Stoddard
- Paola Veneroni in Il figlio di Lassie
- Dhia Cristiani in Il fronte del silenzio
- Clelia Bernacchi in Strange Invaders
- Valeria Perilli in Incontriamoci a Saint Louis (doppiaggio tardivo 1984)
- Alina Moradei in Un matrimonio per papà 2
- Francesca Palopoli in Grey's Anatomy
- Vittoria Febbi in Cold Case - Delitti irrisolti